# Margarya yangtsunghaiensis
Margarya yangtsunghaiensis là một loài ốc nước ngọt thuộc họ Viviparidae.